# Oliva von Palermo

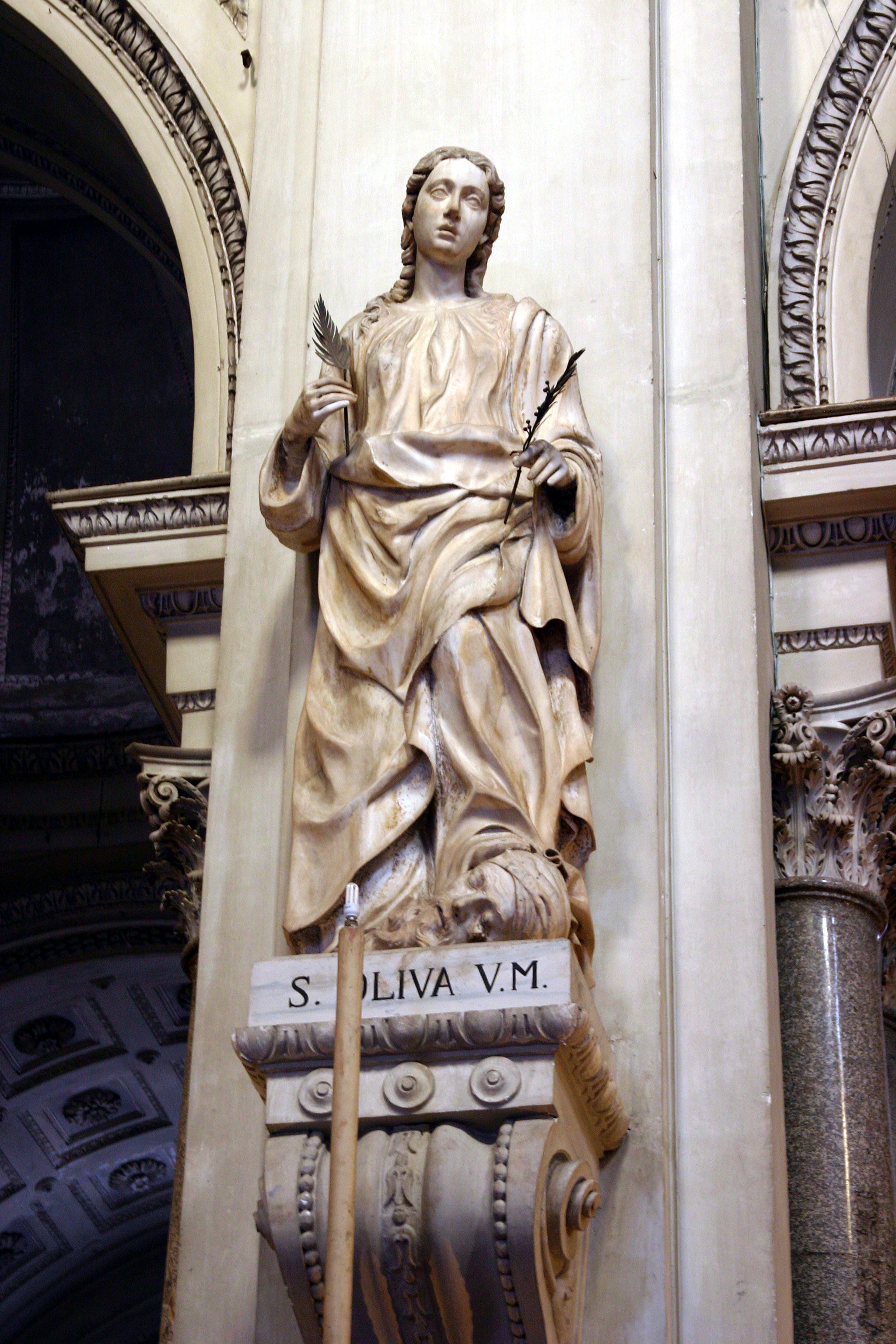
Statue der heiligen Oliva in der Kathedrale von Palermo

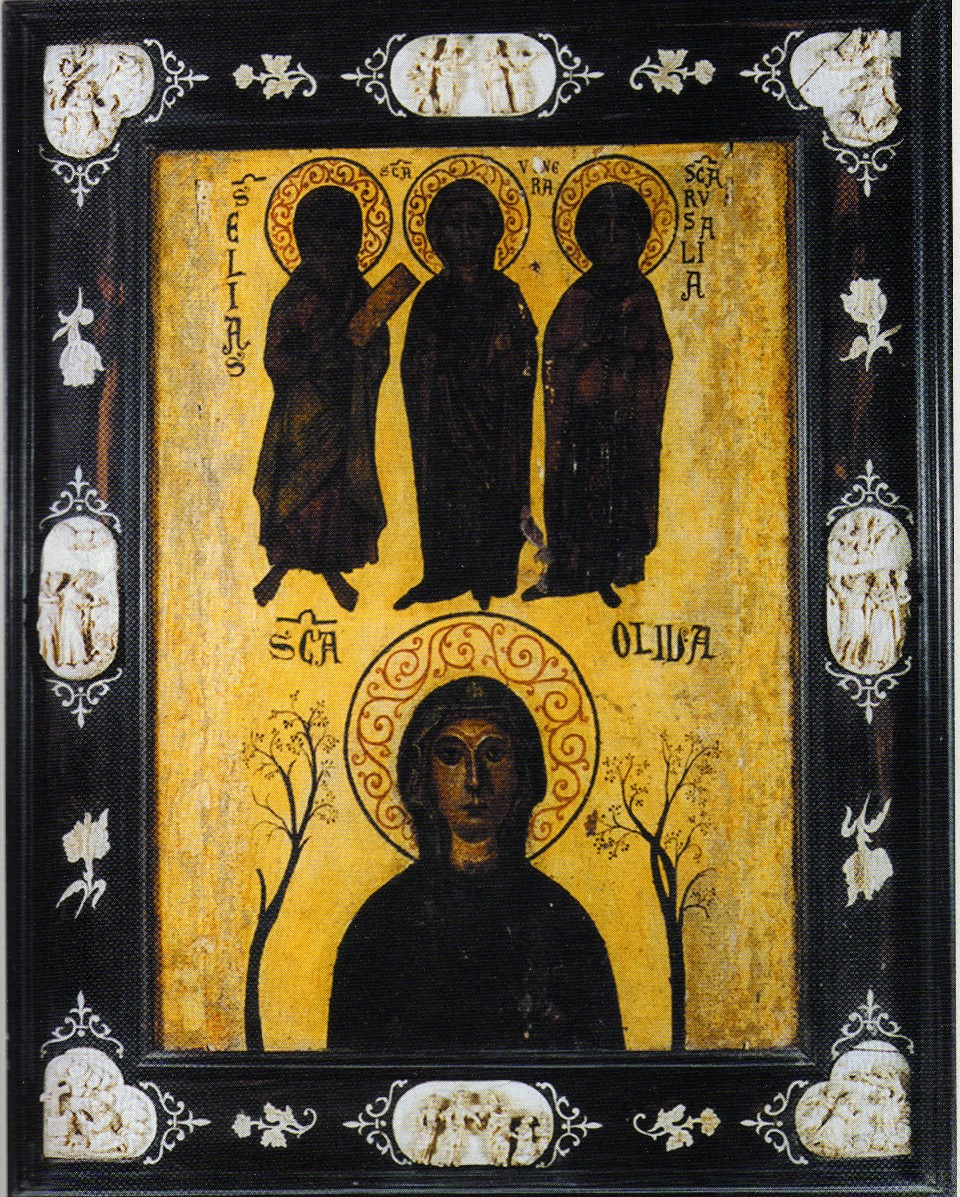
Die hll. Oliva, Elija, Venera und Rosalia. Ikone aus dem 13. Jahrhundert im Diözesanmuseum von Palermo

Oliva von Palermo (* um 448 in Palermo; † 10. Juni 463 in Tunis) war eine geweihte Jungfrau und Märtyrin. Sie wird in der römisch-katholischen Kirche als Heilige verehrt.

## Leben
Oliva war neben den hll. Ninfa, Agatha und Christina eine der vier Schutzheiligen von Palermo, bis ihre Verehrung durch die Auffindung der Reliquien der hl. Rosalia während der Pestepidemie im Jahr 1624 an Bedeutung verlor.
Die Legende berichtet, dass Oliva um 448 als Kind einer vornehmen Familie in Palermo geboren wurde. Schon in jungen Jahren gelobte sie ein jungfräuliches Leben um Christi willen, gab Almosen und sprach Kranken Trost zu. 
Mit dem Einfall der Vandalen unter Geiserich im Jahr 454 wurden die  Christen auf Sizilien verfolgt. Oliva sprach den gefangenen Christen Mut zu und forderte von ihnen Festigkeit im Glauben. Wegen ihrer vornehmen Herkunft und ihrer Bekanntheit wagten es die Vandalen nicht, eine geweihte Jungfrau in Palermo öffentlich hinzurichten. So wurde die hl. Oliva nach Tunis zum dortigen Gouverneur Almira geschickt, wo sie dem Christentum entsagen sollte. Auch dort jedoch bekehrte Oliva Heiden zum Christentum, so dass sie nach weiteren vergeblichen Versuchen sie vom Glauben abzubringen, in die Wüste geschickt wurde, in der Hoffnung, dass sie von wilden Tieren zerrissen würde. Oliva überlebte, so dass man sie nach Tunis zurückbrachte, folterte und schließlich am 10. Juni 463 enthauptete. Ihre Reliquien wurden von Christen geborgen und heimlich nach Palermo gebracht, wo sie bestattet wurden. Über dem Grab errichtete man später eine der hl. Oliva geweihte Kirche, die im 16. Jahrhundert dem hl. Franziskus von Paola geweiht wurde.
Eine andere Überlieferung berichtet, dass die hl. Oliva im 10. Jahrhundert zur Zeit der Araber gelebt habe, von ihnen nach Tunis gebracht wurde und dort den Märtyrertod erlitt. Der Gedenktag der hl. Oliva ist der 10. Juni. Dargestellt wird sie in der Ikonographie meist als Jungfrau mit Olivenzweig und Kruzifix in den Händen.